# San Antonio Alpanocan
San Antonio Alpanocan är en ort i Mexiko.   Den ligger i kommunen Tochimilco och delstaten Puebla, i den sydöstra delen av landet, 80 km sydost om huvudstaden Mexico City. San Antonio Alpanocan ligger 2 096 meter över havet och antalet invånare är 2 828.
Terrängen runt San Antonio Alpanocan är huvudsakligen kuperad, men åt sydost är den platt. Runt San Antonio Alpanocan är det ganska tätbefolkat, med 80 invånare per kvadratkilometer. Närmaste större samhälle är Tetela del Volcán, 2,7 km nordväst om San Antonio Alpanocan. I omgivningarna runt San Antonio Alpanocan växer huvudsakligen savannskog.